# 1. liga 2018-2019
La 1. liga 2018-2019 è stata la 26ª edizione del massimo campionato ceco di calcio. La stagione è iniziata il 20 luglio 2018 ed è terminata il 26 maggio 2019. Il Viktoria Plzeň era la squadra campione in carica. Lo Slavia Praga ha vinto il trofeo per la quinta volta nella sua storia.

## Formula
Le 16 squadre partecipanti si affrontano in gironi di andata-ritorno per un totale di 30 giornate, che costituiscono la stagione regolare. Al termine della stagione regolare le prime sei squadre classificate si qualificano per i Play-off scudetto, le squadre classificate dal 7º al 10º posto si qualificano per i Play-off Europa League e, infine, le squadre dall'11° al 16° si qualificano per i Play-out.

Al termine della stagione la squadra campione e la seconda classificata si qualificheranno rispettivamente per i play-off e per il secondo turno preliminare della UEFA Champions League 2019-2020. La squadra classificata al terzo si qualificherà per il secondo turno di qualificazione della UEFA Europa League 2019-2020. La vincente dei Play-off Euroipa League andrà a sfidare la quarta classificata del Play-off scudetto per un ulteriore posto in Europa Legaue.

Per quanto riguarda i Play-out, l'ultima classificata retrocederà in 2. Liga mentre penultima e terz'ultima andranno a scontrarsi con la secobda e terza classificate della 2. Liga, per mantenere la categoria.

## Squadre partecipanti
| Club           | Città              | Stadio                  | Stagione precedente            |
| -------------- | ------------------ | ----------------------- | ------------------------------ |
| Baník Ostrava  | Ostrava            | Bazaly                  | 12º posto in 1. liga           |
| Bohemians 1905 | Praga              | Stadio Ďolíček          | 7º posto in 1. liga            |
| Dukla Praga    | Praga              | Stadion Juliska         | 11º posto in 1. liga           |
| Trinity Zlín   | Zlín               | Stadion Letná           | 10º posto in 1. liga           |
| Jablonec       | Jablonec nad Nisou | Chance Arena            | 3º posto in 1. liga            |
| Karviná        | Karviná            | Městský Stadión         | 14º posto in 1. liga           |
| Mladá Boleslav | Mladá Boleslav     | Stadio Municipale       | 9º posto in 1. liga            |
| Opava          | Opava              | Městský stadion Opava   | 1º posto in Druhá liga         |
| Příbram        | Příbram            | Na Litavce              | 2º posto in Druhá liga         |
| Sigma Olomouc  | Olomouc            | Andrův stadion          | 4º posto in 1. liga            |
| Slavia Praga   | Praga              | Stadion Eden            | 2º posto in 1. liga            |
| Slovácko       | Uherské Hradiště   | Stadio Miroslav Valenty | 13º posto in 1. liga           |
| Slovan Liberec | Liberec            | Stadion u Nisy          | 6º posto in 1. liga            |
| Sparta Praga   | Praga              | Generali Arena          | 5º posto in 1. liga            |
| Teplice        | Teplice            | Na Stínadlech           | 8º posto in 1. liga            |
| Viktoria Plzeň | Plzeň              | Stadio Municipale       | Campione della Repubblica Ceca |

## Stagione regolare

### Classifica
|  | Pos. | Squadra        | Pt | G  | V  | N  | P  | GF | GS | DR  |
|  | ---- | -------------- | -- | -- | -- | -- | -- | -- | -- | --- |
|  | 1.   | Slavia Praga   | 72 | 30 | 23 | 3  | 4  | 72 | 23 | +49 |
|  | 2.   | Viktoria Plzeň | 68 | 30 | 21 | 5  | 4  | 47 | 27 | +20 |
|  | 3.   | Sparta Praga   | 57 | 30 | 17 | 6  | 7  | 52 | 27 | +25 |
|  | 4.   | Jablonec       | 51 | 30 | 15 | 6  | 9  | 53 | 26 | +27 |
|  | 5.   | Baník Ostrava  | 45 | 30 | 13 | 6  | 11 | 38 | 36 | +2  |
|  | 6.   | Slovan Liberec | 42 | 30 | 11 | 9  | 10 | 33 | 28 | +5  |
|  | 7.   | Mladá Boleslav | 42 | 30 | 11 | 9  | 10 | 52 | 44 | +8  |
|  | 8.   | Sigma Olomouc  | 40 | 30 | 12 | 4  | 14 | 37 | 43 | -6  |
|  | 9.   | Trinity Zlín   | 39 | 30 | 12 | 3  | 15 | 32 | 40 | -8  |
|  | 10.  | Teplice        | 36 | 30 | 10 | 6  | 14 | 32 | 42 | -10 |
|  | 11.  | Bohemians 1905 | 34 | 30 | 8  | 10 | 12 | 29 | 37 | -8  |
|  | 12.  | Slovácko       | 34 | 30 | 10 | 4  | 16 | 32 | 45 | -13 |
|  | 13.  | Opava          | 33 | 30 | 9  | 6  | 15 | 39 | 49 | -10 |
|  | 14.  | Příbram        | 31 | 30 | 8  | 7  | 15 | 33 | 63 | -30 |
|  | 15.  | Karviná        | 29 | 30 | 8  | 5  | 17 | 39 | 53 | -14 |
|  | 16.  | Dukla Praga    | 20 | 30 | 5  | 5  | 20 | 25 | 62 | -37 |

Legenda:
      Ammesse ai Play-off scudetto.
      Ammesse ai Play-off Europa League.
      Ammesse ai Play-out.
Note:
Tre punti a vittoria, uno a pareggio, zero a sconfitta.

## Risultati

### Tabellone
|                | Ban  | Boh  | Duk  | FZl  | Jab  | Kar  | MBo  | Opa  | Pří  | Sig  | Sla  | Svk  | SLi  | SPr  | Tep  | VPl  |
| -------------- | ---- | ---- | ---- | ---- | ---- | ---- | ---- | ---- | ---- | ---- | ---- | ---- | ---- | ---- | ---- | ---- |
| Baník Ostrava  | –––– | 2-0  | 2-0  | 1-2  | 1-0  | 1-1  | 1-1  | 2-0  | 3-0  | 0-0  | 2-1  | 0-3  | 2-1  | 0-1  | 3-1  | 0-1  |
| Bohemians 1905 | 0-1  | –––– | 0-0  | 0-1  | 1-0  | 0-0  | 0-0  | 0-0  | 2-2  | 0-1  | 0-3  | 2-1  | 0-0  | 1-1  | 2-3  | 2-2  |
| Dukla Praga    | 1-1  | 0-1  | –––– | 1-1  | 2-6  | 2-1  | 2-2  | 1-0  | 1-2  | 0-4  | 1-5  | 1-2  | 2-0  | 2-3  | 1-0  | 1-3  |
| Fastav Zlín    | 1-2  | 0-2  | 2-1  | –––– | 1-1  | 2-1  | 3-2  | 2-0  | 3-0  | 0-2  | 1-0  | 0-1  | 0-1  | 1-0  | 1-0  | 0-2  |
| Jablonec       | 4-0  | 3-1  | 2-1  | 4-0  | –––– | 4-1  | 0-3  | 2-2  | 3-0  | 3-0  | 0-2  | 2-0  | 0-0  | 1-2  | 2-1  | 3-0  |
| Karviná        | 2-0  | 0-3  | 0-2  | 2-0  | 2-1  | –––– | 3-4  | 1-1  | 4-1  | 2-3  | 1-3  | 2-1  | 2-1  | 1-3  | 1-1  | 0-1  |
| Mladá Boleslav | 2-2  | 3-0  | 0-0  | 3-0  | 1-0  | 1-1  | –––– | 6-1  | 2-0  | 0-4  | 0-1  | 5-1  | 1-2  | 2-1  | 1-1  | 1-1  |
| Opava          | 2-1  | 0-1  | 2-0  | 1-2  | 2-0  | 1-3  | 2-1  | –––– | 5-0  | 2-1  | 2-3  | 2-2  | 1-1  | 0-3  | 2-0  | 1-2  |
| Příbram        | 0-2  | 4-2  | 4-0  | 3-2  | 0-6  | 2-1  | 3-0  | 3-1  | –––– | 1-0  | 0-2  | 0-3  | 1-3  | 1-1  | 1-1  | 1-1  |
| Sigma Olomouc  | 1-4  | 2-3  | 1-0  | 1-1  | 1-2  | 3-2  | 0-4  | 2-2  | 2-0  | –––– | 0-3  | 1-0  | 2-1  | 1-0  | 2-0  | 0-1  |
| Slavia Praga   | 4-0  | 1-0  | 4-1  | 3-1  | 0-2  | 4-0  | 3-2  | 3-1  | 4-1  | 2-1  | –––– | 4-0  | 1-1  | 1-1  | 2-0  | 4-0  |
| Slovácko       | 2-1  | 1-1  | 1-0  | 0-4  | 0-0  | 2-0  | 1-1  | 0-2  | 2-0  | 3-1  | 1-3  | –––– | 0-1  | 2-1  | 0-2  | 0-1  |
| Slovan Liberec | 0-0  | 1-1  | 2-0  | 1-0  | 0-0  | 1-0  | 1-0  | 1-2  | 4-0  | 3-0  | 0-1  | 3-2  | –––– | 0-1  | 2-2  | 1-1  |
| Sparta Praga   | 3-2  | 1-0  | 2-0  | 2-0  | 0-0  | 1-3  | 4-1  | 2-0  | 2-2  | 2-1  | 2-2  | 1-0  | 4-1  | –––– | 0-1  | 4-0  |
| Teplice        | 0-1  | 1-2  | 5-2  | 2-1  | 1-2  | 2-1  | 0-2  | 3-2  | 0-0  | 0-0  | 0-3  | 2-0  | 1-0  | 0-4  | –––– | 2-1  |
| Viktoria Plzeň | 2-1  | 3-2  | 4-0  | 1-0  | 1-0  | 2-1  | 6-1  | 1-0  | 1-1  | 2-0  | 2-0  | 2-1  | 1-0  | 1-0  | 1-0  | –––– |

## Play-off scudetto

### Classifica
Le squadre mantengono i punti conquistati nella stagione regolare.
|                      | Pos. | Squadra        | Pt | G  | V  | N  | P  | GF | GS | DR  |
| -------------------- | ---- | -------------- | -- | -- | -- | -- | -- | -- | -- | --- |
| Rep. Ceca (bandiera) | 1.   | Slavia Praga   | 83 | 35 | 26 | 5  | 4  | 79 | 26 | +53 |
|                      | 2.   | Viktoria Plzeň | 78 | 35 | 24 | 6  | 5  | 57 | 32 | +25 |
|                      | 3.   | Sparta Praga   | 66 | 35 | 20 | 6  | 9  | 59 | 33 | +26 |
|                      | 4.   | Jablonec       | 57 | 35 | 17 | 6  | 12 | 58 | 32 | +26 |
|                      | 5.   | Baník Ostrava  | 47 | 35 | 13 | 8  | 14 | 39 | 43 | -4  |
|                      | 6.   | Slovan Liberec | 46 | 35 | 12 | 10 | 13 | 34 | 32 | +2  |

Legenda:

      Campione della Repubblica Ceca e ammessa alla UEFA Champions League 2019-2020
      Ammessa alla UEFA Champions League 2019-2020
      Ammessa alla UEFA Europa League 2019-2020
 Ammessa al Test-Match contro la vincente dei play-off Europa League
Note:

Tre punti a vittoria, uno a pareggio, zero a sconfitta.

### Risultati
|                | Ban  | Jab  | Sla  | SLi  | SPr  | VPl  |
| -------------- | ---- | ---- | ---- | ---- | ---- | ---- |
| Baník Ostrava  | –––– |      | 0-0  | 0-1  |      |      |
| Jablonec       | 2-0  | –––– |      | 1-0  |      |      |
| Slavia Praga   |      | 2-1  | –––– |      | 2-1  | 3-1  |
| Slovan Liberec |      |      | 0-0  | –––– |      | 0-2  |
| Sparta Praga   | 3-0  | 2-0  |      | 1-0  | –––– |      |
| Viktoria Plzeň | 1-1  | 2-1  |      |      | 4-0  | –––– |

## Play-off Europa League
Le qualificazioni per l'Europa League si strutturano ad eliminazione diretta con Quarti, Semifinali e finale. Sono ammesse ai quarti le squadre classificate dal 7º al 10º posto, che si sfidano in gara unica. Le vincenti sono ammesse alla semifinale e la vincente della semifinale (sempre in gara unica) sfida in una finale, disputata in gare di andata e ritorno, la quinta classificata nel girone play-off.
|  | Primo turno | Primo turno        | Primo turno | Primo turno | Primo turno |  |  | Secondo turno  | Secondo turno | Secondo turno | Secondo turno |  |  | Finale         | Finale |  |  |
|  |             |                    |             |             |             |  |  |                |               |               |               |  |  |                |        |  |  |
|  | 9           | Trinity Zlín (gfc) | 1           | 2           | 3           |  |  |                |               |               |               |  |  |                |        |  |  |
|  | 8           | Sigma Olomouc      | 0           | 3           | 3           |  |  |                |               |               |               |  |  | Baník Ostrava  | 0      |  |  |
|  |             |                    |             |             |             |  |  | Trinity Zlín   | 3             | 0             | 3             |  |  | Mladá Boleslav | 1      |  |  |
|  |             |                    |             |             |             |  |  | Mladá Boleslav | 1             | 3             | 4             |  |  |                |        |  |  |
|  | 10          | Teplice            | 0           | 1           | 1           |  |  |                |               |               |               |  |  |                |        |  |  |
|  | 7           | Mladá Boleslav     | 8           | 1           | 9           |  |  |                |               |               |               |  |  |                |        |  |  |

## Play-out

### Classifica
Le squadre mantengono i punti conquistati nella stagione regolare.
|  | Pos. | Squadra        | Pt | G  | V  | N  | P  | GF | GS | DR  |
|  | ---- | -------------- | -- | -- | -- | -- | -- | -- | -- | --- |
|  | 11.  | Slovácko       | 45 | 35 | 13 | 6  | 16 | 43 | 47 | -4  |
|  | 12.  | Opava          | 43 | 35 | 12 | 7  | 16 | 47 | 57 | -10 |
|  | 13.  | Bohemians 1905 | 40 | 35 | 9  | 13 | 13 | 33 | 43 | -10 |
|  | 14.  | Příbram        | 40 | 35 | 11 | 7  | 17 | 43 | 73 | -30 |
|  | 15.  | Karviná        | 32 | 35 | 9  | 5  | 21 | 42 | 58 | -16 |
|  | 16.  | Dukla Praga    | 22 | 35 | 5  | 7  | 23 | 30 | 72 | -42 |

Legenda:

 Ammessa allo spareggio promozione/retrocessione
      Retrocessa in Druhá liga 2019-2020
Note:

Tre punti a vittoria, uno a pareggio, zero a sconfitta.

### Risultati
|                | Boh  | Duk  | Kar  | Opa  | Pří  | Svk  |
| -------------- | ---- | ---- | ---- | ---- | ---- | ---- |
| Bohemians 1905 | –––– |      |      | 1-1  | 1-4  | 0-0  |
| Dukla Praga    | 1-1  | –––– |      |      |      | 0-0  |
| Karviná        | 0-1  | 3-0  | –––– |      |      |      |
| Opava          |      | 3-2  | 1-0  | –––– | 2-1  |      |
| Příbram        |      | 3-2  | 1-0  |      | –––– |      |
| Slovácko       |      |      | 2-0  | 4-1  | 5-1  | –––– |

## Spareggi promozione/retrocessione
|                  | Risultati |                  | Luogo e data            |
| ---------------- | --------- | ---------------- | ----------------------- |
| Karviná          | 2 - 1     | Vysočina Jihlava | Karviná, 28 maggio 2019 |
| Zbrojovka Brno   | 3 - 3     | Příbram          | Brno, 29 maggio 2019    |
|                  |           |                  |                         |
| Vysočina Jihlava | 1 - 1     | Karviná          | Jihlava, 2 giugno 2019  |
| Příbram          | 0 - 0     | Zbrojovka Brno   | Příbram, 2 giugno 2019  |

## Statistiche

### Classifica marcatori
| Gol |  |  | Giocatore           | Squadra        |
| --- |  |  | ------------------- | -------------- |
| 28  |  |  | Nikolaj Komličenko  | Mladá Boleslav |
| 15  |  |  | Jean-David Beauguel | Viktoria Plzeň |
| 15  |  |  | Martin Doležal      | Jablonec       |
| 13  |  |  | Tomáš Wágner        | Karviná        |
| 13  |  |  | Tomáš Souček        | Slavia Praga   |
| 12  |  |  | Miroslav Stoch      | Slavia Praga   |
| 12  |  |  | Guélor Kanga        | Sparta Praga   |
| 11  |  |  | Benjamin Tetteh     | Sparta Praga   |
| 11  |  |  | Jakub Hora          | Teplice        |
| 10  |  |  | Michal Trávník      | Jablonec       |